# Mitry-Mory
Mitry-Mory är en kommun i departementet Seine-et-Marne i regionen Île-de-France i norra Frankrike. Kommunen ligger i kantonen Mitry-Mory som tillhör arrondissementet Meaux. År 2022 hade Mitry-Mory 20 393 invånare.

## Befolkningsutveckling
Antalet invånare i kommunen Mitry-Mory
| Referens: INSEE |